# Хасберген (Оснабрик)
Хасберген (њем. Hasbergen) општина је у њемачкој савезној држави Доња Саксонија. Једно је од 34 општинска средишта округа Оснабрик. Према процјени из 2010. у општини је живјело 11.167 становника. Посједује регионалну шифру (AGS) 3459021.

## Географски и демографски подаци
Хасберген се налази у савезној држави Доња Саксонија у округу Оснабрик. Општина се налази на надморској висини од 62 – 228 метара. Површина општине износи 21,7 km². У самом мјесту је, према процјени из 2010. године, живјело 11.167 становника. Просјечна густина становништва износи 514 становника/km².

## Међународна сарадња
| Мјесто | Држава    | Врста сарадње | Од    |
| ------ | --------- | ------------- | ----- |
|        | Пољска    | партнерство   | 1996. |
|        | Француска | партнерство   | 1988. |
| Извор  |           |               |       |